# Ogorodni (Rostov)
|  | Per a altres significats, vegeu «Ogorodni». |

Ogorodni (en rus: Огородный) és un poble (un possiólok) de l'óblast de Rostov, a Rússia, que en el cens del 2010 tenia 22 habitants, pertany al districte d'Aksai.